# Биссарри, Альбано
Альба́но Бенхами́н Бисса́рри (исп. Albano Benjamín Bizzarri; 9 ноября 1977, Этрурия, Кордова) — аргентинский футболист, вратарь. Имеет паспорт гражданина Италии.

## Карьера
Альбано Биссарри начал карьеру в клубе «Расинг» (Авельянеда), будучи привлечённым в основную команду в возрасте 17 лет. Там голкипер выступал с 1997 по 1999 год. Летом 1999 года Биссарри перешёл в клуб «Реал Мадрид», который искал замену Бодо Иллгнеру, желавшему подписать контракт на очень выгодных для него условиях. Биссарри дебютировал в «Реале» 25 сентября 1999 года в матче с «Малагой», где пропустил гол после розыгрыша углового. Всего он провёл за клуб только 7 матчей, совершив несколько результативных ошибок и завершив своё выступление в составе команды пятью пропущенными мячами в игре с «Сарагосой». После этой игры его в составе заменил Икер Касильяс. Впоследствии аргентинец боролся с Иллгнером только за место второго вратаря.
В 2000 году Биссарри покинул «Реал» и перешёл в «Вальядолид». Первоначально Альбано планировался дублёром Рикардо Лопеса, но в середине сезона занял твёрдое место в основном составе. Биссарри провёл в «Вильяреале» 6 сезонов. В 5 из них, включая дебютный, он был первым вратарём команды, а в сезоне 2001/02 он не провёл за клуб ни одной игры, и в этом сезоне клуб вылетел во второй испанский дивизион. В 2006 году Альбано перешёл в «Химнастик», вышедший в Примеру чемпионата Испании. В этом клубе аргентинский голкипер провёл один сезон, в котором его клуб вылетел во второй дивизион, заняв последнее место в чемпионате.
Летом 2007 года Биссарри перешёл в итальянский клуб «Катания», который купил голкипера как замену основному вратарю, Чиро Полито. В первом сезоне в команде аргентинец провёл лишь 7 игр, однако по окончании сезона продлил контракт с командой ещё на год. С приходом на пост главного тренера команды Вальтера Дзенги Биссарри стал основным вратарём «Катании». Лишь когда Альбано объявил, что по окончании сезона покинут клуб, Дзенга посадил его на скамью запасных, заменив Томашом Кошицки.
10 июня 2009 года Биссарри, в статусе свободного агента, перешёл в «Лацио». Он был куплен как замена уругвайского голкипера Фернандо Муслеры. Биссарри дебютировал в клубе в матче Лиги Европы с клубом «Ред Булл», в котором «бьянкочелести» проиграли 1:2. Всего в первом сезоне в Риме Альбано вышел на поле 4 раза, пропустив 7 голов.

## Международная карьера
В 1999 году Биссарри впервые был вызван в состав сборной Аргентины. В том же году он был участником Кубка Америки, однако не провёл за национальную команду ни одной игры.

## Достижения
- Победитель Лиги чемпионов: 1999/00
- Обладатель Суперкубка Италии: 2009
- Обладатель Кубка Италии: 2013